# باشگاه فوتبال یورو کیکرز
باشگاه فوتبال یورو کیکرز (که بیشتر با نام لوس ویکینگوس شناخته می‌شود) یک تیم فوتبال پانامایی بود که در سال ۱۹۸۴ تأسیس شد و در پاناماسیتی، پاناما مستقر شد. آنها یکی از شش عضو موسس آناپروف بودند.
لوس ویکینگوس تنها عنوان قهرمانی خود را در فصل ۱۹۹۳ به دست آورد، اگرچه آنها در سال‌های ۱۹۹۱ و ۹۷–۱۹۹۶ نایب قهرمان شدند.